# Félix Stehli
Félix Stehli (Bäretswil, 18 ottobre 2000) è un ciclocrossista e ciclista su strada svizzero che corre per il Team Vorarlberg.

## Palmarès

### Strada

#### Altri successi
- 2023 (EF Education-NIPPO Development Team)

PPA One Tonner
- 2024 (Team Vorarlberg)

Grand Prix Mobiliar - GP RSC Aaretal
RMVZOL Verbandsmeisterschaft - Gossau ZH

## Piazzamenti

### Competizioni mondiali
- Campionati del mondo di ciclocross

Valkenburg 2018 - Junior: 46º
Dübendorf 2020 - Under-23: 38º
Ostenda 2021 - Under-23: 26º
- Campionati del mondo gravel

Belgio 2024 - Elite: 30º

### Competizioni continentali
- Campionati europei di ciclocross

Tábor 2017 - Junior: 40º
Rosmalen 2018 - Under-23: 37º
Silvelle 2019 - Under-23: 32º
Rosmalen 2020 - Under-23: 20º
- Campionati europei su strada

Trento 2021 - In linea Under-23: ritirato
Anadia 2022 - In linea Under-23: 18º
Drenthe 2023 - In linea Elite: 86º